# Juri Sorin
Juri Sorin (russisch Юрий Зорин, engl. Transkription Yuriy Zorin; * 4. September 1947 in Turinsk) ist ein ehemaliger sowjetischer Hürdenläufer und Sprinter.
1969 gewann er bei den Europäischen Hallenspielen in Belgrad Bronze über 400 m sowie Silber in der 4-mal-390-Meter-Staffel und bei den Leichtathletik-Europameisterschaften in Athen Silber in der 4-mal-400-Meter-Staffel.
Bei den Leichtathletik-Halleneuropameisterschaften 1970 gewann er Bronze über 400 m und Gold in der 4-mal-400-Meter-Staffel, und bei den Olympischen Spielen 1972 in München wurde er Achter im 400-Meter-Hürdenlauf.

## Persönliche Bestzeiten
- 400 m Hürden: 49,60 s, 1. September 1972, München